# Cristian Borja
Cristian Borja, de son nom complet Cristian Alexis Borja González, est un footballeur colombien né le 18 février 1993 à Cali. Il évolue au poste d'arrière gauche au Club América.

## Biographie

### En club
Il participe à la Copa Libertadores 2016, à la Copa Sudamericana 2016 et à la Recopa Sudamericana 2016 avec le Club Independiente Santa Fe.
Il joue au Sporting Portugal à partir de 2019.

### En sélection
Il fait partie de l'équipe de Colombie olympique qui termine quart-de-finaliste lors des Jeux olympiques de 2016. Il joue deux matchs lors du tournoi olympique.
Il reçoit sa première sélection en équipe de Colombie le 7 septembre 2018, en amical contre le Venezuela (victoire 2-1).

## Statistiques

### En sélection nationale
| Saison                | Sélection             | Phases finales        | Phases finales | Phases finales | Phases finales | Éliminatoires CDM | Éliminatoires CDM | Éliminatoires CDM | Matchs amicaux | Matchs amicaux | Matchs amicaux | Total | Total | Total |
| Saison                | Sélection             | Compétition           | M              | B              | Pd             | M                 | B                 | Pd                | M              | B              | Pd             | M     | B     | Pd    |
| --------------------- | --------------------- | --------------------- | -------------- | -------------- | -------------- | ----------------- | ----------------- | ----------------- | -------------- | -------------- | -------------- | ----- | ----- | ----- |
| 2018-2019             | Colombie              | Copa América 2019     | 1              | 0              | 0              | -                 | -                 | -                 | 3              | 0              | 0              | 4     | 0     | 0     |
| 2019-2020             | Colombie              | -                     | -              | -              | -              | -                 | -                 | -                 | 1              | 0              | 0              | 1     | 0     | 0     |
| 2023-2024             | Colombie              | Copa América 2024     | -              | -              | -              | 2                 | 0                 | 1                 | -              | -              | -              | 2     | 0     | 1     |
| Total sur la carrière | Total sur la carrière | Total sur la carrière | 1              | 0              | 0              | 2                 | 0                 | 1                 | 4              | 0              | 0              | 7     | 0     | 1     |

## Palmarès
Avec Santa Fe, il est vainqueur du Tournoi de clôture de Colombie 2016.
Il remporte la Coupe du Portugal en 2019 avec le Sporting CP et en est finaliste en 2023 avec le SC Braga.